# クレイジーアクアリウム
『クレイジーアクアリウム』（英: Insaniquarium）は、2001年にジョージ・ファン（英語: George Fan）によって開発され、2004年にPopCap Games社からリリースされたシミュレーションタイプのコンピュータゲーム。水槽内の魚に餌をやり、コインを落とさせ、一定のお金（シェル）の獲得を目指すゲームである。
途中で、魚が全て死ぬとゲームオーバーになる。エイリアンから魚を守り育てなければならない。
ステージをクリアしていくとプレイヤーを助けるペットが登場する。
ストーリーモードの他に、時間内にどれだけシェルを獲得できるかを競うタイムトライアル、チャレンジモード、バーチャルタンクもある。

## 魚達
| 名前                 | 動き方 | 種族                                 | 値段                               | 特徴 |
| -------------------- | ------ | ------------------------------------ | ---------------------------------- | --- |
| ベビーグッピー       | 遊泳型 | 金魚（名前イメージではグッピー）     | $100                               | プレイヤーが最初に使用できる魚。グッピーという名前である金魚である。他の魚のエサなど用途はいろいろ。性別の見分け方は鰭と尾の色であり、赤色はオスで、桃色はメスである。                                     |
| シルバーグッピー     | 遊泳型 | 金魚                                 | －                                 | ベビーグッピーが成長すると中型のグッピーになる。時々、銀貨（$15）を生む。中型以後になるとカーボニアやグッピークランチャーに食べられなくなる。                                                              |
| ゴールドグッピー     | 遊泳型 | 金魚                                 | －                                 | シルバーグッピーがさらに成長すると大型のグッピーになる。時々、金貨（$35）を生む。このグッピーに成長時、エサのグレードアップと同時投下個数アップが購入可能となる。                                          |
| スターグッピー       | 遊泳型 | 金魚                                 | －                                 | ゴールドグッピーに「魔法の薬」を与えるとスターグッピーに変身する。時々、星（$40）を生む。魔法の薬は大型のグッピー以外には猛毒である。                                                                      |
| キンググッピー       | 遊泳型 | 金魚                                 | －                                 | ゴールドグッピーを長期間育てると成長する究極のグッピー。体の色は金色から水色に変化する。ダイヤ（$200）を落とす。                                                                                           |
| カーボニア           | 遊泳型 | トラフグ（モチーフはピラニアに近い） | $1000                              | ベビーグッピーを食べる。成長はせず、ダイヤを落とす。原語版ではカーニボアと言い、肉食動物を意味とする。フグがモチーフとなっているが、フグは基本的に金魚を食べない。                                         |
| スターキャッチャー   | 徘徊型 | 壺型のイカ                           | $750                               | スターを食べる。食べた直後、ダイヤを上に吐き出す。その後ダイヤは落ちてくる。成長はしない。 |
| グッピークランチャー | 徘徊型 | 鋏型のヤドカリ                       | $750                               | ベビーグッピーを食べる。ビートル（$150）を吐き出す。グッピーを食べるときジャンプする。成長はしない。 |
| ビートルマンチャー   | 遊泳型 | オタマジャクシ（成長期）             | $2000                              | ビートルを食べる。パール（$500）を落とす。成長はしない。雑食性であり、バーチャルタンクではビートル以外の餌を食べるものが存在する。なお、ビートルを除く餌を食べる音はグッピーが餌を食べたものと同じになる。 |
| ブリーダー           | 遊泳型 | グッピーと同じく金魚                 | $200                               | 普通のエサを食べる。一定時間ごとにグッピーを産む。小、中、大と成長する。中と大ならグッピーを産むことができる。性別はいずれもメスである。                                                                   |
| ウルトラボア         | 遊泳型 | シロワニ                             | $10000                             | カーボニアを食べる。値段は最も一番高いもので、他の魚と比べて段違いに大きい。フグ毒も効かず、カーボニアを餌としている。宝箱（$2000）を落とす。成長はしない。                                                |
| スタンリーのボール   | 遊泳型 | ボール                               | 無し（バーチャルタンクのみで登場） | 見た目だけがボールであるにもかかわらず、餌や食べ物なら食べることも向いている。 |

## ペット
分類について
- 攻撃：エイリアンを攻撃する。
- 防御：エイリアンから魚を守る。
- 生産：換金アイテムを余分に生み出す。
- 補助：お金を集めやすくする。
- その他：上記に該当しない効果。

| 名前           | 分類   | 動き方 | 種族                                 | 特徴 |
| -------------- | ------ | ------ | ------------------------------------ | --- |
| スティンキー   | 補助   | 徘徊型 | 蝸牛                                 | 魚達が落とすコイン等を拾う。スターキャッチャーがいる場合は、星を拾わない。エイリアン出現時は食べられないようにするため殻にこもる。 |
| ニコ           | 生産   | 固定型 | 帆立                                 | 一定時間ごとに真珠を作る。取るとお金になる。 |
| イッチー       | 攻撃   | 遊泳型 | カジキ                               | エイリアンを攻撃する。攻撃力は低い。エイリアン出現時は怒った目に変化する。シラックス戦のステージではエイリアンを攻撃することはできない。 |
| プレゴ         | その他 | 遊泳型 | グッピーと同じく金魚                 | 定期的にグッピーを産む。ステージ4ではブリーダーがいるので不要。 |
| ゾーフ         | その他 | 遊泳型 | タツノオトシゴ                       | |
| クライド       | 補助   | 浮遊型 | クラゲ                               | スティンキーと同様、魚達が落とすコイン等を拾う。スターキャッチャーがいる場合は、星を拾わない。 |
| バート         | 生産   | 遊泳型 | 鯉の骨                               | ゴールドグッピーと同じように金のコインを落とす。 |
| ルフス         | 攻撃   | 徘徊型 | カニ（シオマネキ）                   | エイリアンを攻撃する。水槽の底に追いやらないと攻撃できない。シラックス戦のステージではエイリアンを攻撃することはできない。 |
| メリル         | 生産   | 遊泳型 | 人魚姫                               | メリルが歌を歌うと、グッピーがたくさんコインを落とす（スターグッピーやキンググッピーも同様）。本人はペットではないが、魚の生産ができるためかデータ上ではペットの扱いとされている。                                                                                               |
| ワーズワース   | 防御   | 遊泳型 | マッコウクジラ                       | エイリアンが現れた時、小グッピー、中グッピーを口に入れて助ける。大グッピーや他の魚を口に入れることは不可能。時々寝る。 |
| シーモア       | 補助   | 遊泳型 | ミドリガメ（泳ぎ方はウミガメに近い） | 重力操作をしてコインの沈下をゆっくりにする。 |
| シュラプネル   | 生産   | 遊泳型 | 魚型ロボット                         | 換金可能な爆弾（$150）を投下する。魚を殺してしまうので早めに拾うべし。 |
| ガンボ         | 防御   | 遊泳型 | チョウチンアンコウ                   | エイリアン出現中はグッピーとブリーダーを誘導する。グッピーとブリーダー以外を誘導することは不可能。1か所に固まるため、全滅しやすくもなる。3番手のペットで唯一、攻撃ではなく防御となっている。                                                                                     |
| ブリップ       | その他 | 遊泳型 | ネズミイルカ                         | エイリアンの出現場所、HPを教えてくれる。おなかの減った魚を教えてくれる。アイテムが早く買える。 |
| ルバーブ       | 補助   | 徘徊型 | ヤドカリ（ヤドカニ）                 | 水槽の底に降りてきた魚を押し上げる。 |
| ニンバス       | 補助   | 遊泳型 | マンタエイ                           | 落ちてきたコインを跳ね上げる。スティンキーと相性が悪いため、これを我慢するとスティンキーが赤くなる。 |
| アンプ         | 生産   | 遊泳型 | 電気ウナギ                           | 充電完了後にクリックをすると、電撃でグッピーが死ぬ代わりにダイヤになる。電撃はグッピー以外の魚には無効である。アンジーで蘇生可能。 |
| ガッシュ       | 攻撃   | 遊泳型 | ホオジロザメ                         | エイリアンに噛み砕きながら猛攻撃してくれるだが、時々金魚の大食いもするため、グッピーを食べてしまう。カーボニアとグッピークランチャーとは違い、こちらはどの種類のグッピー（中グッピーと大グッピーを含む）も食べる。シラックス戦のステージではエイリアンを攻撃することはできない。 |
| アンジー       | その他 | 遊泳型 | 天使魚（架空の生物）                 | 死んだ魚を生き返らせてくれる。エイリアンに食べられたものは不可。死体がないといけない。 |
| プレスト       | その他 | 遊泳型 | オタマジャクシ                       | 全てのペットに変身できる。変身には充電が必要で、連続しては行えない。 |
| ブリンクリー   | 生産   | 遊泳型 | ゾウ                                 | エサを食べて星を出す。星のほかにダイヤ、真珠、宝箱もたまに出す。ノストラダムスの鼻水も食べる。 |
| ノストラダムス | その他 | 遊泳型 | 鼻型の金魚                           | くしゃみをしてエイリアンの出現を遅らせることが出来る。鼻水を出し、食べたグッピーはハナ（ノストラダムス）になる。 |
| スタンリー     | 攻撃   | 遊泳型 | ラッコ                               | エイリアンが来ると色々な球を投げて攻撃する。エイリアン出現時は体も変化する。 |
| ウォルター     | 生産   | 遊泳型 | ペンギン                             | クリックすると口からパンチが飛び、魚に当てることでコインなどを落とさせる。寝ているときは不可の状態となる（バーチャルタンクを除く）。 |

## 落し物
| 換金アイテム | 収入価格                         |
| ------------ | -------------------------------- |
| 鼻水         | $1                               |
| 銀貨         | $15                              |
| 金貨         | $35                              |
| スター       | $40                              |
| コガネムシ   | $150                             |
| 爆弾         | $150                             |
| ダイヤモンド | $200                             |
| 真珠         | $250（ニコ）, $500（マンチャー） |
| 宝箱         | $2,000                           |
| 黄色い貝     | $                                |
| 白い貝       | $                                |
| 青い貝       | $                                |
| 銀色の貝     | $                                |
| 茶色の貝     | $                                |

## 餌
- 餌（金魚の餌） -$5
  - グッピー・ブリーダーの餌。金魚の餌ともいう。レベル1から3まである。これをクリックすると餌が出てくるが、5ドルがマイナスされる（エイリアンのガス退治だけはエサ代はかからない）。ペットのブリンクリーとエイリアンのガスの餌もよく使われている。レベル3の場合は薬品とするカプセル型の餌となる（餌やりの回数は1から9回まで）。
- 魔法の薬（スターポーション） -$250
  - ゴールドグッピーをスターグッピーに変身させるが、シルバー以下には猛毒である。ステージ2にしか登場しない。
- 星（スターフルーツ） +$40
  - スターキャッチャーの餌。食べるとダイヤを吐き出す。ステージ2にしか登場しない。* ビートル（コガネムシ） +$150
  - ビートルマンチャーの餌。ステージ3にしか登場しない。
- ベビーグッピー -$100
  - カーボニア・グッピークランチャーの餌（バーチャルタンクでは、ペットのアンプとペットのガッシュの餌となるが、ペットのアンプは食べるではなくて電撃で死なせる攻撃となっている）。
- カーボニア -$1000
  - ウルトラボアの餌（バーチャルタンクでは、どの種類の魚達の餌であることになっている）。
- ウルトラボア
  - ステージでは登場しませんが、バーチャルタンクでエイリアンなどの餌となる。
- 鶏肉入りのバケツ
  - バーチャルタンクで登場。魚達（スタンリーのボールも含む）の餌になるが、ペットのブリンクリーとエイリアンのガスの餌もよく使われている。
- ピザ
  - バーチャルタンクで登場。魚達（スタンリーのボールも含む）の餌になるが、ペットのブリンクリーとエイリアンのガスの餌もよく使われている。
- ソフトクリーム
  - バーチャルタンクで登場。魚達（スタンリーのボールも含む）の餌になるが、ペットのブリンクリーとエイリアンのガスの餌もよく使われている。
- 鼻水 +$1
  - グッピーの餌。これを食べたグッピーはハナ（ノストラダムス）になるが、バーチャルタンクでは変化無し。ペットのブリンクリーの餌もよく使われている。ノストラダムスが出した鼻水というもので、値段は最も一番安い。

## エイリアン
| 名称           | 種族                   | 特徴 |
| -------------- | ---------------------- | --- |
| シルベルスター | ヴェノム型半魚人       | 基本型エイリアン。耐久力も無く、特に注意する点も無い。 |
| バルログ       | ヴェノム型半魚人       | 強化型エイリアン。シルベスターの耐久値をアップしたイメージ。シルベスターと同時に現れることも多い。 |
| ガス           | カビゴンのような半魚人 | 特殊型エイリアン。通常の攻撃方法では撃退できず（最終ボスを除く）、エサを大量に与えて、破裂させる方法をとらなければならない。ガス撃退時にはエサ代はかからない。 |
| デストラクター | コンピューターロボット | 射撃型エイリアン。射撃型はエイリアン本体に殺傷能力は無い（食べることはしないが攻撃はされる）。ミサイルを同時に3発撃ちだしてくるので、クリックで消滅させつつ本体にもダメージを与えて撃退する。 |
| ユリシーズ     | 岩男                   | 射撃型エイリアン。光球弾を同時に2発撃ちだしてくる。光球弾はエイリアン本体にもダメージを与えるので、クリックで弾き返してやると早く撃退できる。 |
| サイコイカ     | タコ                   | 復活型エイリアン。ダメージが一定値を超えると、青くなって攻撃を受け付けなくなる（休止状態）。休止状態中はグッピー達への殺傷判定は無く、レーザー光線銃の攻撃でダメージを回復する。エイリアン（宇宙人）ではなく実在に住む地球の生物だが、全ての魚を食べることができるとしてのボスキャラクターである。 |
| ビラテラス     | 謎の骨                 | 双頭型多間接エイリアン。双方の首にバイテリティ値が個別設定されており、片方だけを撃破しても本体は消滅しない。あわせて殺傷判定が広く、水槽内の被害が甚大になる恐れがある。 |
| シラックス     | マザーブレイン         | 女王蟻型エイリアン。ボスステージ専用のエイリアン。ボスステージではシラックス以外にも、全てのエイリアンが一定時間毎に出現する。シラックス本体は特殊な攻撃はしてこないが、ミニシルベスターを吐き出してくる。                                                                                         |